# Sascha W. Felix
Sascha Walter Felix (geboren 29. April 1945 in Bielefeld; gestorben 4. Januar 2012 in Bendestorf) war ein deutscher Linguist.

## Leben
Felix wuchs bilingual in Denver, Colorado auf. Er erwarb später auch japanische Sprachkenntnisse und war in der Deutsch-Japanischen Gesellschaft aktiv. Nach dem Abitur in Bielefeld studierte Felix Anglistik, Romanistik und Japanologie in Hamburg und Freiburg im Breisgau, wo er 1969 das Erste Staatsexamen ablegte. Felix promovierte 1972 an der Universität Kiel und war dort von 1970 bis 1977 wissenschaftlicher Assistent. Er habilitierte sich 1977 und erhielt in Kiel eine Professur für Didaktik der englischen Sprache und Literatur. Ab der Gründung der Universität Passau 1978 hatte er dort den Lehrstuhl für Allgemeine Linguistik und war zunächst bis 1981 Dekan der Sprach- und Literaturwissenschaftlichen Fakultät. Zuletzt war er im Ruhestand. Felix war zeitweise gewählter Vertreter in der Deutschen Gesellschaft für Sprachwissenschaft.
Neben seiner Lehrtätigkeit entwickelte er als Hobby gemeinsam mit Volker Heine die Flugplanungs-Software FlightSim Commander für den Microsoft Flight Simulator.

## Schriften (Auswahl)
- Syntaktische Analyse englischer verbaler Gruppen. Universität Kiel, Philos. Fak., Diss. 1972 (1973).
- Linguistische Untersuchungen zum natürlichen Zweitsprachenerwerb. Fink, München 1978.
- Psycholinguistische Aspekte des Zweitsprachenerwerbs. Narr, Tübingen 1982.
- Language development at the crossroads. Narr, Tübingen 1983.
- (mit Gisbert Fanselow) Sprachtheorie. Francke, Tübingen 1987.
- Sprache und Wissen. Westdeutscher Verlag, Opladen 1990.
- Kognitive Linguistik. Westdeutscher Verlag, Opladen 1994.
- Theta parametrization. Predicate-Argument Structure in English and Japanese. Hamburg: Sonderforschungsbereich 538, Univ. Hamburg, 2000 (Arbeiten zur Mehrsprachigkeit: Folge B; 14).
- Fukushima. Der Westen und die Kultur Japans. LIT Verlag, Berlin 2012.